# Лин Лихти
Лин Лихти (на английски: Lyn Liechty) е американска музикална театрална актриса, която изпълнява роли предимно в Европа.
На Експо 2000 заедно с германската рок група Скорпиънс записва и издава песента „Here In My Heart“ за албума Moment of Glory, който е издаден на аудио диск и DVD.
Признание получава в ролята на Люси Харис в продукцията на Франк Уилдхърб мюзикъла „Джекил и Хайд“, а през 2007 г. – в ролята на Мини Мъри в Дракула на Музикалния летен фестивал в Грац, Австрия.
През юни 2008 г. присъства на австрийската премиера на iTunes в Съединените щати.